# Port-Choiseul
Port-Choiseul est un des deux ports de la commune de Versoix, dans le canton de Genève en Suisse. Il se situe sur le lac Léman. Il contient 474 places d’amarrages et 16 places de visiteurs. Du carburant est disponible pour les bateaux ainsi qu'une station pour pomper les eaux usées.

## Histoire
Du fait de sa position stratégique, il fut à plusieurs reprises question de construire à Versoix un port ou une place forte. Le projet le plus sérieux, aux traces encore visibles, débuta à l'occasion de l'embargo imposé en 1766 par la France après que Genève, déchirée par des troubles politiques, eut refusé son offre de médiation. La mesure se révélant vite plus dommageable au Pays de Gex qu'à Genève, l'idée germa dans l'entourage militaire du secrétaire d'Etat Choiseul de développer à Versoix une ville de commerce fortifiée, dotée d'un port qui contrôlerait le trafic terrestre et lacustre entre Genève et Berne. 
Choiseul fut séduit, tout comme Voltaire, grand défenseur du projet qui offrirait un débouché direct aux manufactures horlogères de Ferney. Malgré les efforts de Genève, Berne et Turin pour entraver le chantier, une nouvelle route relia dès l'été 1768 Lyon à Versoix, qui accueillit bientôt la poste aux lettres et l'entrepôt des sels, transférés de Genève. 
Pour peupler la ville prévue pour 30 000 habitants, Choiseul comptait sur les "natifs" genevois. Afin de les attirer à Versoix-la-Ville, il promit d'y tolérer leur foi réformée, interdite en France. En février 1770, après de nouveaux troubles politiques à Genève, plus de 1200 personnes s'installèrent dans ce qui était un grand chantier, centré autour du port futur Port-Choiseul et du canal destiné à relier le Rhône au Rhin. 
L'ensemble resta inachevé; en décembre 1770, la disgrâce de Choiseul fit perdre à la ville son principal soutien et la tolérance promise ne fut pas accordée. Même si le projet connut quelques sursauts jusqu'en 1777, Versoix-la-Ville et son port survécurent grâce aux efforts d'investisseurs privés, dont Ami Argand qui y fonda une manufacture royale de lampes de son invention (1787), une fabrique de salpêtre (1793-1795) et une distillerie (1799). 
Durant la Révolution, Versoix fut incorporé au département de l'Ain (1790) et les deux communes, Bourg qui avait été reconstruite après 1589 et Ville, fusionnèrent en Versoix-la-Raison en 1794.

## Plage de Port-Choiseul
La plage de Port-Choiseul d'une surface de 24 560 m2 est dotée d'un parc arborisé, d'une plage de galets, d'une buvette et de quelques grils à disposition du public.